# 69.
◄ | 1. stoljeće pr. Kr. | 1. stoljeće | 2. stoljeće | ►
◄ | 30-ih | 40-ih | 50-ih | 60-ih | 70-ih | 80-ih | 90-ih | ►
◄◄ | ◄ | 66. | 67. | 68. | 69. | 70. | 71. | 72. | ► | ►►
Astronomija • Književnost • Kršćanstvo

## Događaji
- Previranja i vojne pobune zahvatile Rimsko Carstvo – izmijenila se četiri cara (Godina četiri cara)
- 1. srpnja – trupe u Egiptu proglasile Vespazijana devetim Rimskim carem

## Smrti
- 15. siječnja – Servius Sulpicius Galba, prvi rimski car u Godini četiri cara (* 3. pr. Kr.)
- 16. travnja – Marcus Salvius Otho, rimski car (* 32.)
- 22. prosinca – Aulus Vitellius Germanicus, rimski car  (* 15.)

## Vanjske poveznice
|  | Zajednički poslužitelj ima još gradiva o temi 69. |